# Reservori natural
El reservori natural o niu fa relació a l'hoste de llarg termini d'un patogen que causa una malaltia infecciosa zoonòtica. Fa referència a la població d'organismes o l'entorn específic en què un patogen infecciós viu i es reprodueix de manera natural, o del qual depèn principalment per la seva supervivència. Un reservori sol ser un hoste viu d'una determinada espècie, com un animal o una planta, dins de la qual sobreviu un patogen, sovint (encara que no sempre) sense causar malalties al mateix reservori. Segons algunes definicions, un embassament també pot ser un entorn extern a un organisme, com un volum d'aire o aigua contaminats.
La gran diversitat de patògens infecciosos, els seus possibles hostes i les maneres en què aquests hostes responen a la infecció ha donat lloc a múltiples definicions de "reservori natural", moltes de les quals són contradictòries o incompletes. En una publicació del 2002 amb títol Emerging Infectious Diseases del CDC, el reservori natural d'un determinat patogen es defineix com "una o més poblacions o entorns connectats epidemiològicament en els quals el patogen es pot mantenir permanentment i des dels quals la infecció es transmet a l'objectiu definit. població." La població objectiva és la població o espècie en què el patogen causa la malaltia, mentre que la població d'interès perquè té malaltia quan està infectada pel patogen.
Una altra possibilitat per distingir els reservoris dels no ho són seria la valoració del grau en què l'hoste infectat mostra símptomes de malaltia. Segons aquest punt de vista un reservori és un hoste que no experimenta els símptomes de la malaltia quan està infectat pel patogen, mentre que els no reservoris mostren símptomes de la malaltia.
Sovint passa que l'hoste no és afectat per la malaltia que porta el patogen o roman asimptomàtic i no està en risc la seva vida. Un cop descobert el reservori natural d'un organisme patogènic, se n'elucida el cicle de vida, la qual cosa fa més simple desenvolupar programes de prevenció i control. Alguns exemples de reservoris naturals inclouen:
- Ratolins de camp, per als hantavirus, la febre de Lassa o la tularèmia.
- Marmotes, rates negres, gosset de les praderies, esquirols de terra i altres esquirols per la pesta bubònica.[4]
- Armadillos i marsupials per la malaltia de Chagas.[5]
- Paparres per a la babesiosi.[6]
- Rats-penats per la ràbia, Lyssavirus, Henipavirus, Coronavirus relacionats amb la síndrome respiratòria aguda greu, o Febre hemorràgica de l'Ebola.[7]

Algunes malalties no tenen un reservori no humà: la poliomielitis i varicel·la en són exemples prominents. El concepte de reservori natural pot ser estès a aquells éssers humans portadors de l'agent infectant que són asimptomàtics, com passa amb certs portadors de la febre tifoide. El reservori natural d'algunes malalties roman encara sense resoldre. És el cas de la Febre hemorràgica de l'Ebola, causada per un virus.